# Таалібія
Медресе Таалібія (араб. المدرسة الثعالبية; французька Médersa Thaâlibiyya) — це медресе, розташоване в Алжирі, Алжир. Засноване 17 жовтня 1904 року Шарлем Жоннаром і згодом стало одним із провідних духовних і освітніх центрів Алжиру.

## Архітектура

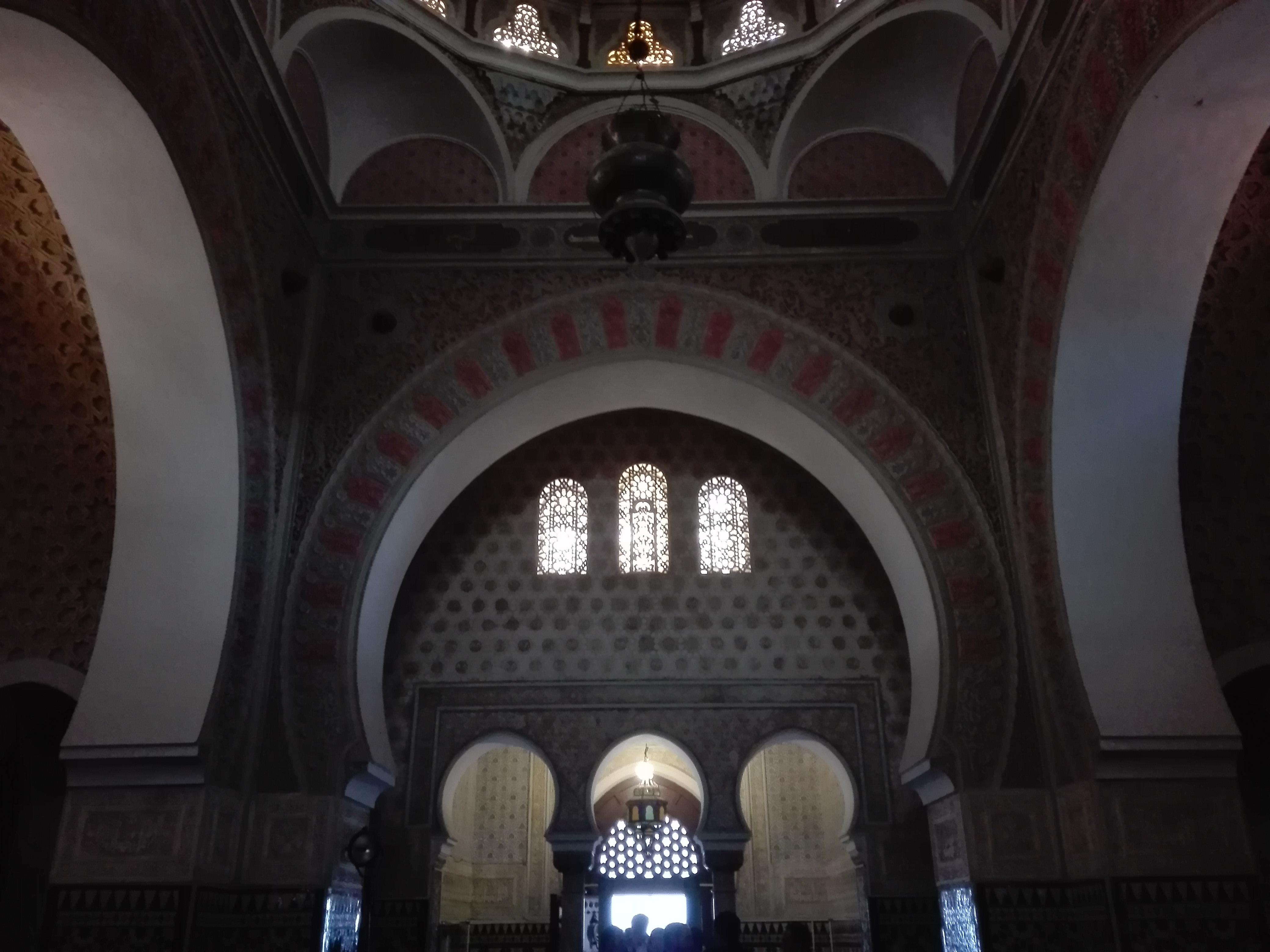
Медресе

Будівлю цього медресе спроєктував архітектор Henri Petit (1856—1926). Стиль наслідував архітектуру мавританського відродження під керівництвом Джоннарта.
Чотири бані фланкують центральний купол, між двома куполами головного фасаду відкривається притвор і ґанок. Усі стіни до середини облицьовані фаянсовими панелями та кахлями.
Протягом приблизно п'ятдесяти років, починаючи з 1954 року, будівля більше не має свого призначення як вищий заклад для жителів Медерії.

## Учителі
- Абдельхалім Бенсмая[7][8]
- Мохамед Бенченеб[9]
- Abdelkader Medjaoui[ar]
- Ali Ammali[ar][10]
- Belkacem Hafnaoui[ar]
- Абдерразак Ашраф
- Мохамед Саїд Бен Зекрі[11][12]

## Студенти
- Омар Рачім[13]
- Сі Каддур Бенгабріт[14]
- Abderrahmane Djilali[ar]
- Нуреддін Абделькадер[15]